# Hoplomyzon sexpapilostoma
Hoplomyzon sexpapilostoma är en fiskart som beskrevs av Donald C.Taphorn och Marrero, 1990. Hoplomyzon sexpapilostoma ingår i släktet Hoplomyzon och familjen Aspredinidae. Inga underarter finns listade i Catalogue of Life.